# Parcoul

Parcoul este o comună în departamentul Dordogne din sud-vestul Franței. În 2009 avea o populație de 363 de locuitori.

## Evoluția populației
| An        | 1975 | 1982 | 1990 | 1999 | 2006 | 2009 |
| --------- | ---- | ---- | ---- | ---- | ---- | ---- |
| Populație | 421  | 377  | 363  | 411  | 351  | 363  |